# Evul Întunecat digital
Evul Întunecat digital este un termen folosit pentru a descrie o posibilă situație din viitor, când va fi dificil sau imposibil să se citească documente electronice vechi, din cauza faptului că ele au fost stocate într-un format digital (format de fișier) învechit sau necesită aparate electronice speciale pentru a putea fi accesate. Acest fapt ar putea duce la situația în care perioada de la începutul secolului XXI sa fie comparabilă cu perioada ce a fost denumită Epoca tenebrelor, între Evul Mediu și Renaștere, în sensul că va apărea o relativă absență a înregistrărilor scrise. Acoperirea termenului nu se limitează la texte, ci se aplică, în mod egal, fotografiilor, înregistrărilor video și altor tipuri de documente electronice.
Starea de îngrijorare care a dus la folosirea acestui termen este aceea că documentele sunt stocate pe suporturi digitale, ce necesită hardware special pentru a le putea citi, iar acest hardware nu va mai fi disponibil după câteva zeci de ani din momentul în care documentele a fost create. Un exemplu este situația de azi, în care hardware-ul necesar pentru a putea citi o dischetă de 5¼ inch nu este disponibil imediat.
Noțiunea de Ev Întunecat digital se aplică și problemelor generate de formatele de fișier învechite. În această situație, lipsa software-ului adecvat este aceea care împiedică deschiderea documentelor vechi. Un exemplu ar putea fi un text salvat în formatul de fișier specific WordStar, format larg folosit în anii '80, care nu poate fi citit cu software-ul uzual instalat pe un PC modern.
Una dintre soluțiile propuse pentru păstrarea accesibilității documentelor dpdv al software-ului folosit pentru citire este standardizarea riguroasă a formatelor de fișier, prin standarde deschise și publice, neîngrădite de drepturile de autor ale nici unei companii comerciale. Exemple de astfel de formate deschise sunt HTML (limbaj folosit pentru scrierea paginilor web), OpenDocument și PDF (folosite pentru documente de birou).